# Белая (Киришский район)
Белая — деревня в Пчёвжинском сельском поселении Киришского района Ленинградской области.

## История
Деревня Белая, состоящая из 21 крестьянского двора и смежно с ней Погост Пчовжо-Никольский, обозначены на «Специальной карте западной части Росси»и Ф. Ф. Шуберта 1844 года.

БЕЛОЕ — село Бельского общества, приходское, с двумя усадьбами.

Крестьянских дворов — 55. Строений — 85, в том числе жилых — 62. Школа.

Число жителей по семейным спискам 1879 г.: 106 м. п., 133 ж. п.; по приходским сведениям 1879 г.: 125 м. п., 162 ж. п.

Усадьбы: строений — 12, в том числе жилых — 5. Питейный дом и мелочная лавка. Число жителей по приходским сведениям 1879 г.: 7 м. п., 6 ж. п.

Сборник Центрального статистического комитета описывал его так:

БЕЛОЕ — село бывшее владельческое при реке Пчёвже, дворов — 49, жителей — 208; Церковь православная, школа, постоялый двор. (1885 год)

В конце XIX века село административно относилось к Васильковской волости 1-го стана, в начале XX века — Васильковской волости 4-го стана 3-го земского участка Тихвинского уезда Новгородской губернии.

БЕЛАЯ — село Бельского общества, дворов — 50, жилых домов — 61, число жителей: 157 м. п., 196 ж. п. 

Занятия жителей — земледелие, лесные заработки. Река Пчёвжа. Смежно с погостом Бельским. 

БЕЛЬСКАЯ — усадьбы Бондырева и Петрова, дворов — 2, жилых домов — 2, число жителей: 2 м. п., 3 ж. п. 

Занятия жителей — сторожа. Река Пчёвжа. Смежна с селом Белая. 

БЕЛЬСКИЙ НИКОЛЬСКИЙ — погост на церковной земле, дворов — 3, жилых домов — 4, число жителей: 6 м. п., 6 ж. п. 

Занятия жителей — церковнослужение, земледелие. Река Пчёвжа. Церковь, кладбище, часовня, мелочная лавка. Смежен с селом Белая. (1910 год)

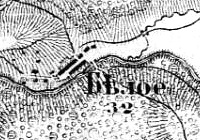
Деревня Белая на карте 1915 года

Согласно карте Петроградской и Новгородской губерний 1915 года деревня называлась Белое и насчитывала 32 двора.
С 1917 по 1918 год деревня Белая входила в состав Васильковской волости Тихвинского уезда Новгородской губернии.
С 1918 года в составе Череповецкой губернии.
С 1927 года в составе Бельского сельсовета Будогощенского района.
В 1928 году население деревни Белая составляло 477 человек.
С 1932 года в составе Киришского района. Согласно карте Ленинградской области Северо-западного аэрогеодезического треста ГГУ издания 1932 года деревня насчитывала 48 крестьянских дворов. В деревне находилась часовня.
По данным 1933 года деревня Белая являлась административным центром Бельского сельсовета Киришского района, в который входили 4 населённых пункта: деревни Белая, Березняк, Бор, Васильево, общей численностью населения 1220 человек.
По данным 1936 года в состав Бельского сельсовета входили 6 населённых пунктов, 279 хозяйств и 3 колхоза, административным центром сельсовета была деревня Бор.

План деревни Белая. 1937 год

Согласно топографической карте РККА 1937 года деревня насчитывала 47 крестьянских дворов. В деревне был организован колхоз «имени Максима Горького». В деревне была своя школа. На восточной окраине деревни находилась деревянная церковь Николая Чудотворца, на западной — силосная башня.
Согласно данным переписи населения СССР 1939 года в деревне Белая проживали 198 мужчин и 225 женщин, всего 423 человека.
С 1954 года в составе Горчаковского сельсовета.
С 1963 года в составе Волховского района.
С 1965 года вновь составе Киришского района. В 1965 году население деревни Белая составляло 217 человек.
По данным 1966 и 1973 годов деревня Белая также входила в состав Горчаковского сельсовета.
По данным 1990 года деревня Белая входила в состав Пчёвжинского сельсовета.
В 1997 году в деревне Белая Пчёвжинской волости проживали 44 человека, в 2002 году — 65 (русские — 98 %).
В 2007 году в деревне Белая Пчёвжинского СП проживали 48 человек, в 2010 году — также 48.

## География
Деревня расположена в юго-восточной части района на автодороге 41К-558 (подъезд к дер. Белая), к югу от автодороги 41К-115 (Кириши — Будогощь — Смолино).
Расстояние до административного центра поселения — 4 км.
Расстояние до ближайшей железнодорожной станции Пчёвжа — 2 км. 
Деревня находится на правом берегу реки Пчёвжа в месте впадения в неё реки Ситня.

## Демография
| 1879 | 1885 | 1910 | 1928 | 1965 | 1997 | 2002 |
| ---- | ---- | ---- | ---- | ---- | ---- | ---- |
| 252  | ↘208 | ↗370 | ↗477 | ↘217 | ↘44  | ↗65  |
| 2007 | 2010 | 2017 |      |      |      |      |
| ↘48  | →48  | ↗65  |      |      |      |      |

### Национальный состав
Согласно данным Всероссийской переписи населения 2021 года в деревне проживали 84 человека, из них:
 русские — 81, сербы — 1, другие национальности — 2 человека.

## Достопримечательности
- Церковь Николая Чудотворца. Деревянная церковь существовала здесь к 1582 году. В 1798 году она была перестроена, а в 1849 году была выстроена новая, также деревянная. Храм был закрыт в 1939 году. Здание церкви было перевезено на станцию Пчёвжа и разрушено в начале 1990-х годов[22].

## Улицы
Вильегорская, Молодёжная, переулок Осиновка, Придорожная, Центральная, Шоссейная.